# ローレンス・ガードナー
ローレンス・ガードナー（Laurence Gardner、1943年5月17日 - 2010年8月12日）は、イギリスの著作家、講師。 彼は、イエスの血統、反重力、アダムとイヴのクローニングなどについて執筆している。

## 経歴
1996年、ローレンス・ガードナーの処女作『聖杯の血統』が出版された。